# Aebtissinwisch
Aebtissinwisch è un comune tedesco del circondario di Steinburg, nella regione dello Schleswig-Holstein. Ha poco più di 60 abitanti.